# Bob Kudelski
Bob Kudelski (né le 3 mars 1964 à Springfield dans l'État du Massachusetts aux États-Unis) est un joueur professionnel américain de hockey sur glace. Il évoluait au poste de centre.

## Biographie
Il a joué au niveau universitaire pour les Bulldogs de l'Université Yale. Après avoir complété deux saisons à Yale, il est choisi  par les Kings de Los Angeles lors du repêchage supplémentaire de la Ligue nationale de hockey en 1986. Il joue une autre saison avec les Bulldogs avant de devenir professionnel en 1987. Il joue 26 parties avec les Kings pour un seul point et passe la majorité de la saison dans la LAH avec l'équipe affiliée aux Kings, les Nighthawks de New Haven.
Il joue une autre saison entre les Kings et les Nighthawks, puis devient un joueur régulier avec les Kings en 1989-1990, saison où il inscrit 36 points, dont 23 buts, en 62 parties. Durant la saison 1992-1993, après 15 parties avec les Kings, il est échangé aux Sénateurs d'Ottawa avec Shawn McCosh contre Marc Fortier et Jim Thomson.
La saison suivante, après avoir inscrit 41 points en 42 parties avec les Sénateurs, il est échangé aux Panthers de la Floride contre Ievgueni Davydov, Scott Levins et deux choix de repêchage. Il participe au Match des étoiles de la LNH durant cette saison en tant que représentant des Panthers avec John Vanbiesbrouck. Il connaît sa meilleure saison en carrière avec 70 points, dont 40 buts, que ce soit avec les Sénateurs ou les Panthers.
Sa production offensive connaît toutefois une importante diminution, avec 9 points en 26 parties, lors de la saison 1994-1995 et seulement un point en 13 parties en 1995-1996, si bien qu'il a été envoyé dans la LAH. Il se retire du hockey professionnel après cette saison.

## Statistiques

### En club
| Saison     | Équipe                  | Ligue      |     | Saison régulière | Saison régulière | Saison régulière | Saison régulière | Saison régulière |   | Séries éliminatoires | Séries éliminatoires | Séries éliminatoires | Séries éliminatoires | Séries éliminatoires |
| Saison     | Équipe                  | Ligue      | PJ  | B                | A                | Pts              | Pun              | PJ               | B | A                    | Pts                  | Pun                  |                      |                      |
| 1984-1985  | Université Yale         | ECAC       | 32  | 21               | 23               | 44               | 38               | -                | - | -                    | -                    | -                    |                      |                      |
| 1985-1986  | Université Yale         | ECAC       | 31  | 18               | 23               | 41               | 48               | -                | - | -                    | -                    | -                    |                      |                      |
| 1986-1987  | Université Yale         | ECAC       | 30  | 25               | 22               | 47               | 34               | -                | - | -                    | -                    | -                    |                      |                      |
| 1987-1988  | Kings de Los Angeles    | LNH        | 26  | 0                | 1                | 1                | 8                | -                | - | -                    | -                    | -                    |                      |                      |
| 1987-1988  | Nighthawks de New Haven | LAH        | 50  | 15               | 19               | 34               | 41               | -                | - | -                    | -                    | -                    |                      |                      |
| 1988-1989  | Nighthawks de New Haven | LAH        | 60  | 32               | 19               | 51               | 4                | 17               | 8 | 5                    | 13                   | 12                   |                      |                      |
| 1988-1989  | Kings de Los Angeles    | LNH        | 14  | 1                | 3                | 4                | 17               | -                | - | -                    | -                    | -                    |                      |                      |
| 1989-1990  | Kings de Los Angeles    | LNH        | 62  | 23               | 13               | 36               | 49               | 8                | 1 | 2                    | 3                    | 2                    |                      |                      |
| 1990-1991  | Kings de Los Angeles    | LNH        | 72  | 23               | 13               | 36               | 46               | 8                | 3 | 2                    | 5                    | 2                    |                      |                      |
| 1991-1992  | Kings de Los Angeles    | LNH        | 80  | 22               | 21               | 43               | 42               | 6                | 0 | 0                    | 0                    | 0                    |                      |                      |
| 1992-1993  | Kings de Los Angeles    | LNH        | 15  | 3                | 3                | 6                | 8                | -                | - | -                    | -                    | -                    |                      |                      |
| 1992-1993  | Sénateurs d'Ottawa      | LNH        | 48  | 21               | 14               | 35               | 22               | -                | - | -                    | -                    | -                    |                      |                      |
| 1993-1994  | Sénateurs d'Ottawa      | LNH        | 42  | 26               | 15               | 41               | 14               | -                | - | -                    | -                    | -                    |                      |                      |
| 1993-1994  | Panthers de la Floride  | LNH        | 44  | 14               | 15               | 29               | 10               | -                | - | -                    | -                    | -                    |                      |                      |
| 1994-1995  | Panthers de la Floride  | LNH        | 26  | 6                | 3                | 9                | 2                | -                | - | -                    | -                    | -                    |                      |                      |
| 1995-1996  | Panthers de la Floride  | LNH        | 13  | 0                | 1                | 1                | 0                | -                | - | -                    | -                    | -                    |                      |                      |
| 1995-1996  | Monarchs de la Caroline | LAH        | 4   | 1                | 0                | 1                | 0                | -                | - | -                    | -                    | -                    |                      |                      |
| Totaux LNH | Totaux LNH              | Totaux LNH | 442 | 139              | 102              | 241              | 218              | 22               | 4 | 4                    | 8                    | 4                    |                      |                      |

## Trophées et honneurs personnels
- 1986-1987 : nommé dans la première équipe d'étoiles de l'ECAC.
- 1993-1994 : participe au 45e Match des étoiles de la LNH.